# Hanna Marszałek-Kolasa
Hanna Marszałek-Kolasa (ur. 1 lutego 1966) – polska siatkarka, reprezentantka Polski.

## Kariera sportowa
Była zawodniczką ŁKS Łódź, z którym wywalczyła wicemistrzostwo Polski w 1986, brązowy medal mistrzostw Polski w 1985 i 1987. Z łódzkim klubem była także mistrzynią Polski (1982, 1984) i wicemistrzynią Polski (1983) juniorek. Pod koniec lat 80. występowała w Płomieniu Milowice, z którym została wicemistrzynią Polski w 1989 i brązową medalistką mistrzostw Polski w 1990. W 1990 powróciła do gry w ŁKS.
Była reprezentantką Polski juniorek i seniorek. W tej ostatniej reprezentacji wystąpiła 61 razy, w latach 1986–1990.
Jej siostrą jest Agata Marszałek-Wagner.